# Fauconnières
Fauconnières est un village situé sur le territoire de la commune française de Montélier  dans le département de la Drôme et la région Rhône-Alpes.

## Population et société

### Équipements
Le village dispose d'une école publique maternelle et primaire (Ecole Emile Juge). 
Un terrain de football champêtre est également situé à côté de la salle des fêtes Marcel Pagnol, il y a aussi 2 parcs dans le village dont un à côté de l'école  maternelle et primaire et un à côté du bureau de tabac-épicerie, ainsi qu'un terrain de pétanque.
Un restaurant (Le Stamm) est également installé route de Saint-Marcel-Lès-Valence.
L'Ecole, la rue et la place Emile Juge doivent leurs noms à Emile Juge, habitant de Fauconnières, qui céda gracieusement le terrain pour la construction de l'école dans les années 50.
Le village de Fauconnières fait partie de la commune de Montélier dont il est distant de 4,4 km, et est à chaque élection représenté spécifiquement au conseil municipal par un adjoint (actuellement: Olivier Grégoire, 5e adjoint délégué aux bâtiments).
Le village compte un bureau de vote (Bureau n°2) sur les 4 ouverts sur la commune.

### Manifestations culturelles et festivités
Dans le village de Fauconnières, a lieu la Fête des bouviers et des laboureurs de la Drôme.

## Monuments
L’église Notre-Dame de Fauconnières du XVIIe siècle se situe au centre du village. 

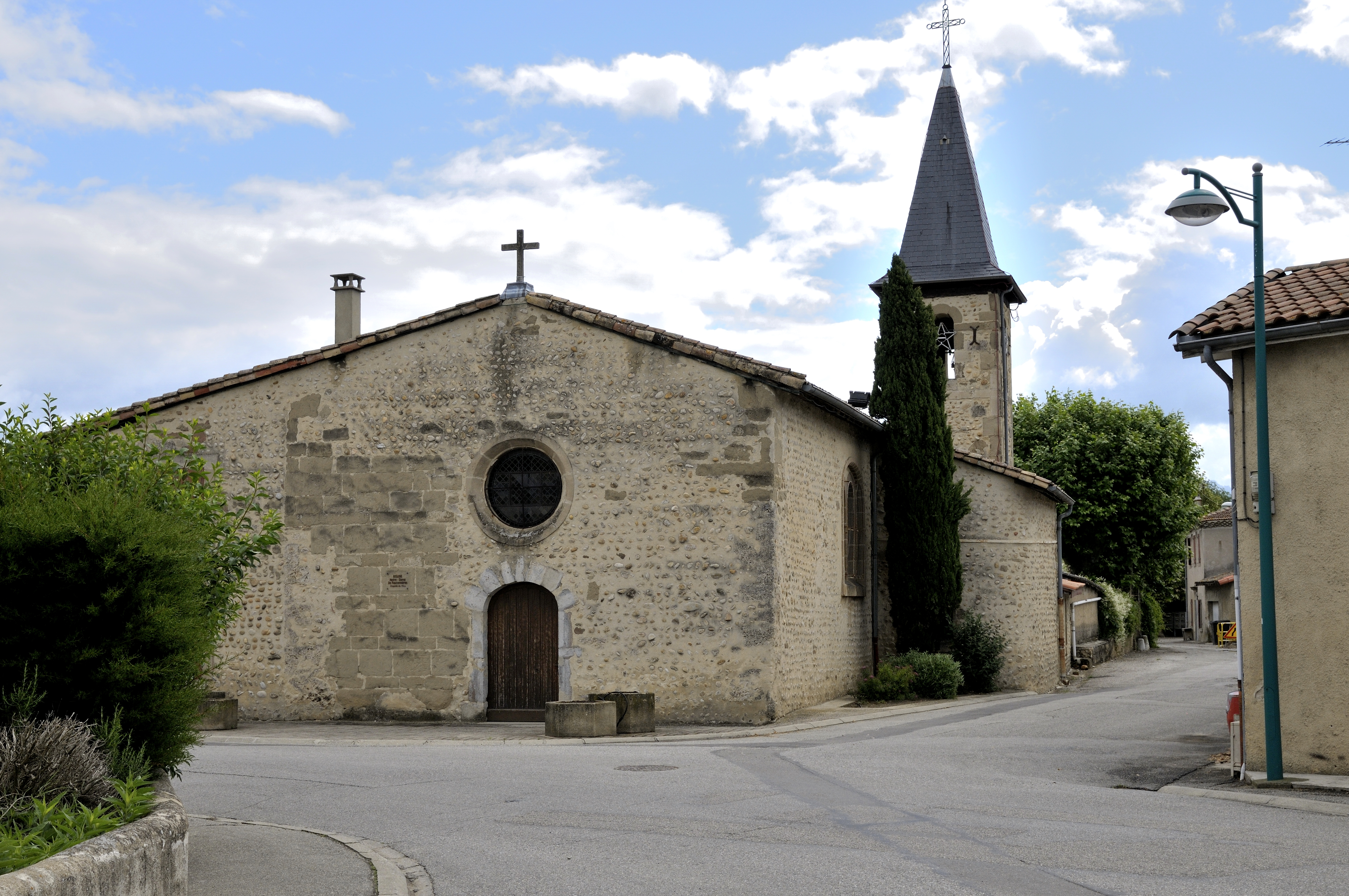
chapelle du XVIIe siècle